# Harvey Bainbridge
Harvey Bainbridge (né le 24 septembre 1949 dans le Dorset) est un musicien britannique, principalement connu pour avoir été membre du groupe de space rock Hawkwind de 1979 à 1991. Il joue de la basse et des claviers.

## Biographie
Harvey Bainbridge se produit dans plusieurs groupes dans sa jeunesse, dont le plus durable est « Ark », formé vers 1974, qui acquiert une solide notoriété régionale. Les membres d'Ark font la connaissance de Hawkwind durant l'été 1976, lorsqu'ils assurent les premières parties de plusieurs concerts du groupe dans l'ouest de l'Angleterre. Le 23 décembre 1977, les deux principaux membres de Hawkwind, le chanteur Robert Calvert et le guitariste Dave Brock, donnent un concert unique avec trois membres d'Ark, Bainbridge à la basse, Paul Hayles aux claviers et Martin Griffin à la batterie, sous le nom de « Sonic Assassins ».
Après ce premier contact, Harvey Bainbridge retrouve Calvert et Brock au sein du groupe Hawklords, formé en 1978 sur les cendres de Hawkwind, dissous après une tournée américaine difficile. Après quelques concerts et un album (25 Years On), le groupe reprend le nom de Hawkwind, et Bainbridge en reste membre à part entière. Il commence à s'intéresser aux synthétiseurs au début des années 1980, et avec l'arrivée du jeune bassiste Alan Davey au sein de Hawkwind en 1984, il bascule pour de bons aux claviers. Il crée en parallèle « The Alman Muno Band » avec son ami Norman Alman, sous le pseudonyme de « Waki Gimbo Jr. ».
Harvey Bainbridge quitte Hawkwind en 1991. Il a depuis sorti plusieurs albums en solo et avec The Alman Muno Band, et participe à la création d'un nouveau Hawklords, constitué d'autres anciens membres de Hawkwind, en 2011.

## Discographie

### Avec Hawklords
- 1978 : 25 Years On
- 2009 : Live '78
- 2011 : The Barney Bubbles Memorial Concert
- 2012 : We Are One

### Avec Hawkwind
- 1979 : PXR5
- 1980 : Live Seventy Nine
- 1980 : Levitation
- 1981 : Sonic Attack
- 1982 : Church of Hawkwind
- 1982 : Choose Your Masques
- 1985 : The Chronicle of the Black Sword
- 1986 : Live Chronicles
- 1988 : The Xenon Codex
- 1990 : Space Bandits
- 1991 : Palace Springs

### Avec The Alman Mulo Band
- 1983 : Mamissi
- 1985 : Orisha
- 1993 : Afrodiziac Dreamtime
- 1994 : Diamonds and Toads

### En solo
- 1993 : Interstellar Chaos
- 1996 : Red Shift
- 2000 : Live 2000
- 2010 : Dreams, Omens and Strange Encounters